# Fürstenfelder Schnellstraße
Droga ekspresowa S7 (Fürstenfelder Schnellstraße) - planowana droga ekspresowa w Austrii, w kraju związkowym Styria i Burgenland, o długości 29 km. Łączyć ma Autostradę A2, z Węgrami.